# آزمایش سه‌گانه

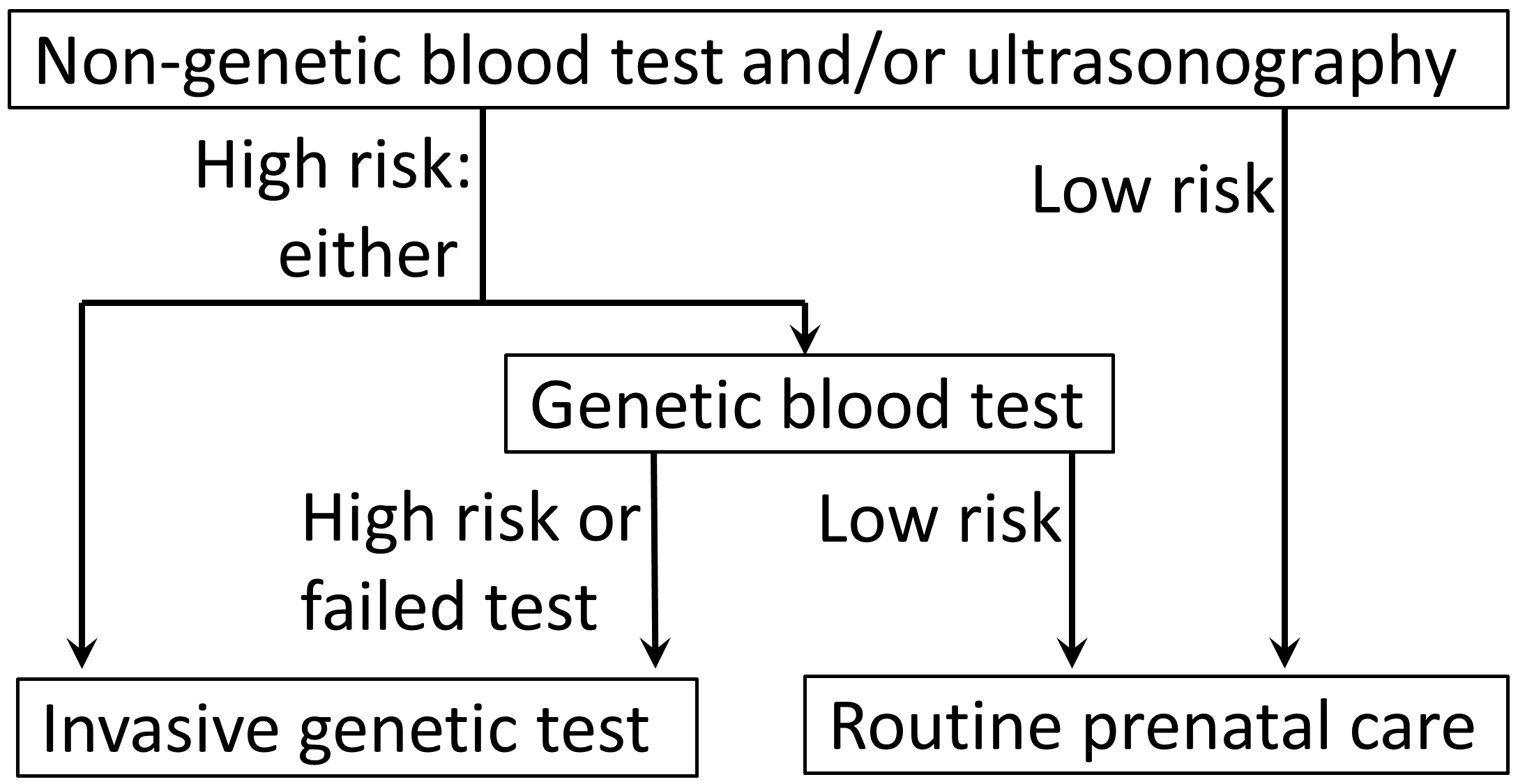
نمونه‌ای از یک الگوریتم برای نشانه‌هایی برای آزمایش‌های بیشتر بستگی به نتیجه آزمایش‌های خون غیرژنتیکی از جمله آزمایش سه‌گانه.

آزمایش سه‌گانه (به انگلیسی: Triple test)، که به آن غربالگری سه‌گانه، تست کترینگ یا تست بارت نیز می‌گویند، بررسی است که در دوران بارداری در سه‌ماههٔ دوم انجام می‌شود تا بیمار را به عنوان پرخطر یا کم‌خطر برای ناهنجاری‌های کروموزومی (و نارسایی لوله عصبی) طبقه‌بندی کند.
اصطلاح «آزمایش غربالگری چندنشانگر» گاهی به جای آن استفاده می‌شود. این اصطلاح می‌تواند شامل «آزمایش دوگانه» و «آزمایش چهارگانه» باشد.

## تفسیر
سطوح ممکن است نشان‌دهندهٔ افزایش خطر برای شرایط خاص باشد یا ممکن است خوش‌خیم باشد:
| خبرگزاری فرانسه | UE 3 | hCG  | شرایط مرتبط |
| کم              | کم   | بالا | سندرم داون |
| کم              | کم   | کم   | تریزومی ۱۸ (سندرم ادوارد) |
| بالا            | n/a  | n/a  | نقایص لوله عصبی (مانند اسپینا بیفیدا که ممکن است با افزایش سطح استیل کولین استراز در مایع آمنیون همراه باشد)، امفالوسل، گاستروشیز، چند قلویی (مانند دوقلوها یا سه قلوها)، یا دست کم گرفتن سن حاملگی. |